# Kilmany
Kilmany ist eine Ortschaft in der schottischen Council Area Fife. Sie liegt rund acht Kilometer südlich von Dundee und rund zwölf Kilometer nordwestlich von St Andrews am Motray Water. Sie ist direkt an der A92 (Dunfermline–Stonehaven) gelegen. Die Ortschaft ist nicht zu verwechseln mit Kilmeny auf der Hebrideninsel Islay.

## Geschichte
In Kilmany befindet sich mit der Kilmany Parish Church eine Pfarrkirche. Sie wurde im Jahre 1768 errichtet und ist seitdem weitgehend unverändert geblieben. Thomas Chalmers, Gründer der Free Church of Scotland, war dort zwischen 1803 und 1815 als Pfarrer tätig. Der Standort wird jedoch schon länger christlich genutzt. So liegt auf dem umgebenden Friedhof der 1707 verstorbene George Melville, 1. Earl of Melville begraben. Die Villa Kilmany House ließ William Anstruther-Gray, Baron Kilmany ab 1914 nach einem Entwurf Reginald Fairlies errichten.
1936 wurde in Kilmany der zweifache Formel-1-Weltmeister Jim Clark geboren. Sein ehemaliger Rivale Jackie Stewart enthüllte 1997 eine Statue Clarks im Ortszentrum.